# Iceberg A-76

Parto de A-76 e comparação de tamanho com a ilha de Maiorca.

Em meados de maio de 2021, o A-76 , o maior iceberg flutuante do mundo atualmente, partiu da plataforma de gelo Filchner-Ronne na Antártica.
De acordo com detalhes publicados, o novo iceberg, efetivamente um pedaço de plataforma de gelo flutuante, destacou-se do lado oeste da plataforma de gelo de Ronne. Ele agora flutua no Mar de Weddell. O iceberg tem cerca de 170 km de comprimento e 25 km de largura e é descrito como tendo "a forma de uma tábua gigante de passar roupa". O tamanho ao parto era estimado em 4.320 km quadrados.
O novo iceberg foi localizado pela primeira vez por Keith Makinson, um oceanógrafo polar do British Antarctic Survey em maio de 2021.
O iceberg tem cerca de 170 km de comprimento por 25 km de largura e uma área total de 4.320 km² e está à deriva no Mar de Weddell, o gigantesco iceberg tem uma área três vezes maior que a da cidade de São Paulo, que é de 1.521 km².